# Smalbladet hareøre
Smalbladet hareøre (Bupleurum tenuissimum L.) er en enårig, saltelskende op til 35 cm høj plante i Skærmplantefamilien. Den blomstrer fra midten af juli til midt i september. I Danmark findes den hovedsageligt på strandoverdrev og tørre strandenge i østdanmark, men også enkelte fund i Østjylland, men er temmelig sjælden og i tilbagegang.
Smalbladet hareøre er fundet langs kysterne af Sortehavet, Middelhavet, Atlanterhavet samt langs Kanal-kysten og de nordtyske samt danske kyster. I Sverige er den fundet på Öland og Gotland samt Skånes og Blekinges kyster.